# Allen Curtis
Allen Curtis est un réalisateur, scénariste, producteur et acteur américain né le 7 juillet 1878 à New York et mort le 24 novembre 1961 à Hollywood (Californie), au terme d'une longue maladie.

## Filmographie

### Comme réalisateur
- 1913 : Poor Jake's Demise
- 1913 : His Priceless Treasure
- 1913 : Almost an Actress
- 1914 : Won in the First
- 1916 : Bashful Charley's Proposal
- 1917 : Flat Harmony
- 1917 : Back to the Kitchen

### Comme producteur
- 1916 : Bashful Charley's Proposal
- 1917 : The Thousand-Dollar Drop
- 1917 : Flat Harmony
- 1917 : Back to the Kitchen

### Comme acteur
- 1913 : His Priceless Treasure